# Estadio Mariscal Cáceres
El estadio Mariscal Cáceres es un estadio de fútbol ubicado en la ciudad de Tumbes, capital de la Región Tumbes (Perú). Tiene una capacidad aproximada de 12 000 personas ubicadas en sus cuatro tribunas. En el año 2001 fue utilizado por el club Sport Coopsol Trujillo para jugar sus partidos de local por el Campeonato Descentralizado 2001. En la actualidad es utilizado por los equipos de la ciudad para sus partidos por la Copa Perú.